# Nationaal park Pilanesberg
Het nationaal park Pilanesberg (Afrikaans: Pilanesberg Nasionale Park; Engels: Pilanesberg National Park) is een nationaal park in de Zuid-Afrikaanse provincie Noordwest. Het park ligt rondom de 1687 meter hoge Pilanesberg, een uitgedoofde vulkaan, in het district Bojanala. Het grenst aan Sun City en ligt zo'n 150 kilometer ten noordwesten van Johannesburg. De oppervlakte bedraagt ongeveer 55.000 hectare. Het behoort tot de WWF-ecoregio bosveld van Zuidelijk Afrika.